# Xavier Pérez Puigdomenech
Xavier Perez Puigdomenech más conocido como Xavi Pérez es el portero español titular del Club Balonmano Antequera en la temporada 2006/2007. 
Nacido en Barcelona el 24 de marzo de 1972, también le llaman "San Xavi" por sus paradas en la temporada 2006/2007 con su equipo en la Liga Asobal en los momentos claves. Mide 197 centímetros y pesa 102 kilos. Ha pasado por el Balonmano Granollers, Balonmano Cangas de Morrazo y el Balonmano Aragón. Fichó por el Balonmano Antequera en la temporada 2006/2007 y se ha ganado el puesto de titular en su equipo. Tras la llegada de Jorge Martínez en la 07/08, Xavi Pérez terminó siendo suplente en la portería antequerana. En la 08/09 se retiró del balonmano profesional, tras una calurosa despedida en Antequera. 

## Clubes
| Club                        | Temporadas |
| --------------------------- | ---------- |
| Balonmano Granollers        | 1991-2002  |
| Balonmano Cangas de Morrazo | 2002-2005  |
| Balonmano Aragón            | 2005-2006  |
| Balonmano Antequera         | 2006-¿ ?   |

## Estadísticas
| Temporada | Club                        | Paradas     | Porcentaje         |          |
| --------- | --------------------------- | ----------- | ------------------ | -------- |
| 1992-1993 | Balonmano Granollers        | 77 paradas  | 25% de efectividad |          |
| 1993-1994 | Balonmano Granollers        | 105 paradas | 34% de efectividad |          |
| 1994-1995 | Balonmano Granollers        | 102 paradas | 31% de efectividad |          |
| 1995-1996 | Balonmano Granollers        | 252 paradas | 31% de efectividad |          |
| 1996-1997 | Balonmano Granollers        | 222 paradas | 35% de efectividad |          |
| 1997-1998 | Balonmano Granollers        | 203 paradas | 31% de efectividad |          |
| 1998-1999 | Balonmano Granollers        | 93 paradas  | 30% de efectividad |          |
| 1999-2000 | Balonmano Granollers        | 135 paradas | 34% de efectividad |          |
| 2000-2001 | Balonmano Granollers        | 76 paradas  | 28% de efectividad |          |
| 2001-2002 | Balonmano Granollers        | 97 paradas  | 27% de efectividad |          |
| 2002-2003 | Balonmano Cangas de Morrazo | 326 paradas | 34% de efectividad |          |
| 2003-2004 | Balonmano Cangas de Morrazo | 219 paradas | 31% de efectividad |          |
| 2004-2005 | Balonmano Cangas de Morrazo | 287 paradas | 33% de efectividad |          |
| 2005-2006 | Balonmano Aragón            | 236 paradas | 32% de efectividad |          |
| 2006-2007 | Balonmano Antequera         | 202 paradas | 33% de efectividad |          |
| 2007-2008 | Balonmano Antequera         | 86 paradas  | 33% de efectividad |          |
| 2008-2009 | Balonmano Antequera         | ¿?          | ¿?                 | Retirada |

- Datos: Q11705388